# Йеди Дермен
Йеди Дермен, още Еди Дермен или Геди Дермен (на гръцки: Επτάμυλοι, Ептамили, до 1927 Γενή Δερμέν, Гени Дермен), е село в Република Гърция, Егейска Македония, дем Сяр (Серес), област Централна Македония и има 517 жители (2001).

## География
Селото е разположено в Сярското поле, северно от демовия център град Сяр (Серес). Край селото в Сминица (Меникио) са Голямата и Малката Йедидерменска пещера.

## История

### Етимология
Yedi değirimen на турски означава седем воденици. Според Йордан Н. Иванов формата Геди Дермен е под гръцко влияние и селото съвпада със съседното Дервешен, чиито форми Дервишен, Дервешани, Дервещени, Дервишен, Дервищани, Дервищали са народна етимология от дервиш.

### В Османската империя
В началото на ΧΧ век Геди Дермен е село в Сярска каза на Османската империя.
Според „Етнография на вилаетите Адрианопол, Монастир и Салоника“ в 1873 година в Йеди Дирмен (Yédi-Dirmen) има 10 домакинства и 30 жители цигани и черкези.
По данни на секретаря на Екзархията Димитър Мишев („La Macédoine et sa Population Chrétienne“) в 1905 година християнското население на Йеди Дермен (Yedi Dermen) се състои от 72 цигани.

### В Гърция
Селото попада в Гърция след Междусъюзническата война в 1913 година. В 1922 година името му е преведено на гръцки като Ептамили. В 1925 година е построена църквата „Свети Георги“.